# 成土作用

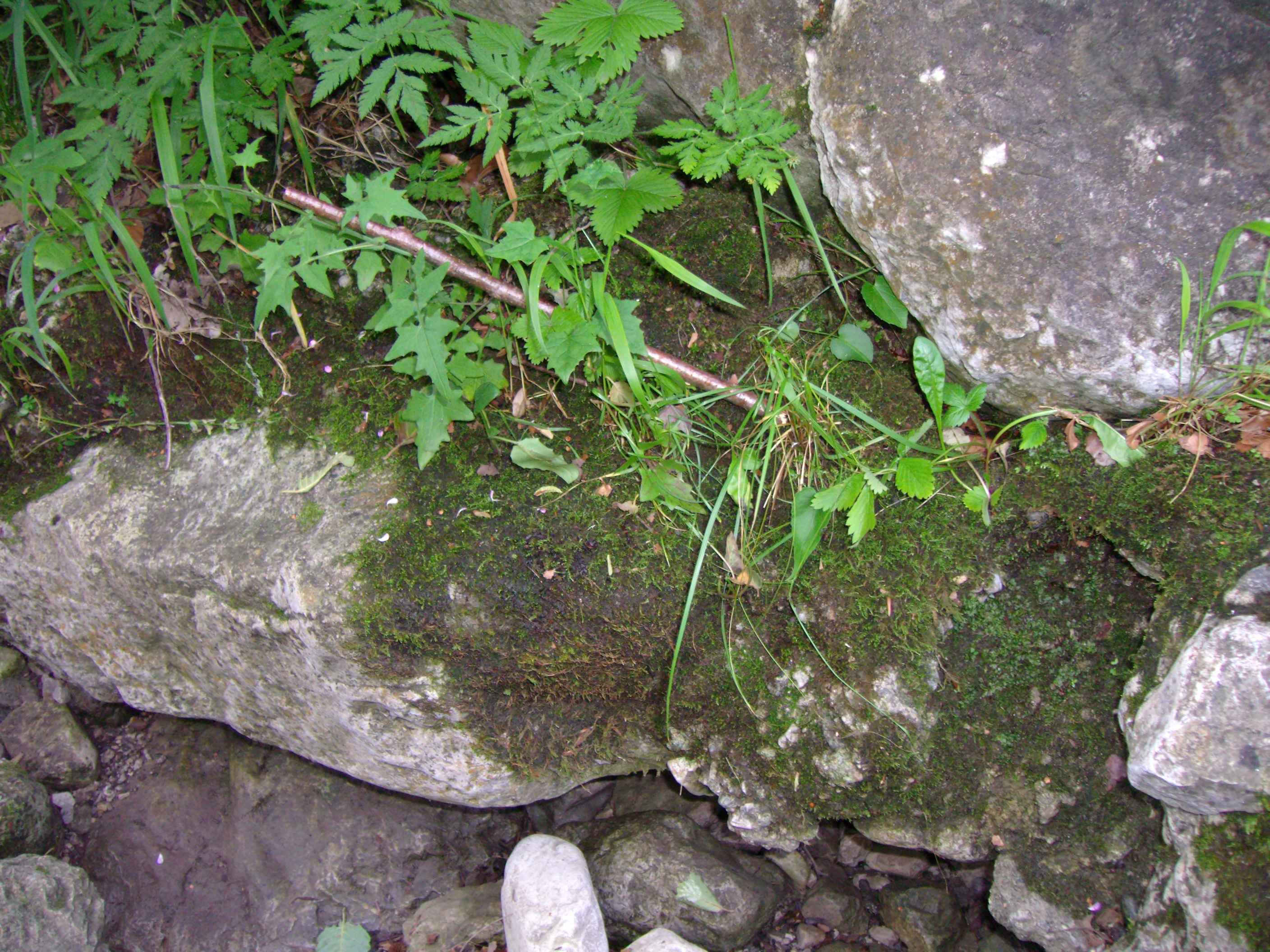
石灰石开始形成土壤。

成土作用（pedogenesis）又称土壤发生、土壤化育，是土壤形成的过程，也稱為成土过程，這也是母質產生肥力而轉變成土壤的過程。母質又是岩石的風化產物。因此從母岩變成土壤，實際上包括兩個相互關聯的不同過程，即從母岩形成母質的風化過程和由母質形成土壤的成土過程。成土過程是在生物因素參與下發生的，它只能發生在地球上出現生命(特別是綠色植物)之後，成土過程一經發生，便不可能再孤立，它一定與風化過程同時進行，因為岩石開始風化也就開始了成土過程，因此兩個過程是無法分離的。所以土壤的形成和發育過程，可以看作是以母質為基礎，與各個自然的要素不斷進行物質和能量交換的過程。
成土作用是作为土壤学的一个分支被研究，是研究土壤在它的自然环境中的研究。其他分支的研究是土壤形态学和土壤分类的研究。对成土作用的研究对于了解当前（土壤地理學）和过去（古土壤学）地质时期的土壤分布模式很重要。

## 基本作用
- 添增作用：將有機物質（如腐植質等）或無機物質（如黃土等），覆蓋在土壤的表層上。
- 淋溶作用：土壤內的水，將土壤的可溶性物質（礦物質、有機物）溶解並且向下搬移的作用。
- 澱積作用：在淋溶作用下，被向下搬移的可溶性物質在土壤深層累積的作用。
- 洗出作用：在土壤剖面中，將土壤的不可溶性物質，自上層土壤向下搬運移動。
- 洗入作用：在土壤剖面中，將土壤的不可溶性物質，由上層搬運至下層土壤堆積（洗出作用下移之物質堆積）。

### 鈣化作用
鈣化作用（calcification）與上述脫鈣作用相反。在乾燥地區，因雨水不足以淋溶可溶性礦物，如碳酸鈣等，故會在土壤中產生鈣質的積聚作用，形成鈣積層。

### 分層作用
分層作用（horizonation）為經由各種成土作用，漸漸形成幾個與地面平行的土壤分層的作用。

### 灰化作用
在冷濕地區，低溫導致落葉分解緩慢，形成極酸腐植質層，酸性溶液透過旺盛的淋溶作用進入土壤中，造成表層土壤的可溶性鹽類、鐵、鋁等流失，只剩下矽酸鹽類聚集在腐質層下方，而成灰白色的漂白層。

### 聚鐵鋁化作用
高溫淋溶旺盛地帶，因為鐵、鋁無法溶解而殘留在土層中，使土壤呈現紅、黃色，並成酸性。

## 参阅
- 水
- 农学
- 气候
- 侵蚀作用
- 地理学
- 地质学
- 风化作用
- 矿物
- 土壤学
- 岩石
- 土壤
- 植被